# A bárányok hallgatnak (regény)
A bárányok hallgatnak (The Silence of the Lambs) Thomas Harris amerikai író 1988-ban megjelent regénye, az úgynevezett Hannibal-tetralógia harmadik darabja, amelyet Harris másodikként írt.

## Cselekmény
Dr. Hannibal Lecter az Egyesült Államok egyik legveszélyesebb pszichopata sorozatgyilkosa. Már hosszú évek óta szigorúan őrzött elmegyógyintézetben ül, de most az FBI-nak szüksége van a segítségére. Valaki ugyanis Lecter módszereit utánozza, és azt remélik, hogy a pszichiáter a segítségükre tud lenni az elfogásában. Az FBI a fiatal Clarice Starlingot bízza meg, hogy férkőzzön Lecter közelébe, és próbálja meg rávenni a segítségre. Nincs könnyű dolga, hiszen Lecter hihetetlenül intelligens. Kettejük kapcsolata hamarosan amolyan oda-vissza pszichoanalízissé válik: Lecter megpróbál a nő legféltettebb titkaihoz férkőzni, segítségéért cserébe az ügynöknőnek fel kell tárnia múltját és félelmeit. A gyilkos, Buffalo Bill egy szenátor leányát tartja fogva, és valószínűleg kínozza is. Clarice dr. Lecter segítségével egyre közelebb jut a gyilkoshoz.

## Megfilmesítés
A regényből Jonathan Demme forgatott filmet. A bárányok hallgatnak (1991) főszereplői Jodie Foster és Anthony Hopkins voltak. A mára már kultuszfilmmé vált alkotás elnyerte az öt legfontosabb Oscar-díjat (legjobb film, legjobb rendezés, legjobb férfi és női főszereplő, legjobb adaptált forgatókönyv).

## Magyar kiadások
A könyv magyarul először 1989-ben a Rakéta Regényújság című lapban jelent meg folytatásokban a Bárányok hallgatása címmel.
- A bárányok hallgatnak; ford. Faludi Sándor; Magvető, Bp., 1991, 342 oldal, ISBN 9631418812
- A bárányok hallgatnak; ford. Faludi Sándor; Magvető, Bp., 1991, 312 oldal, ISBN 9631421805
- A bárányok hallgatnak; ford. Tótisz András; Magvető, Bp., 2007, 314 oldal, ISBN 9789631425505
- A bárányok hallgatnak; ford. Tótisz András, General Press, Bp., 2019, 334 oldal, ISBN 9789634522331
- A bárányok hallgatnak; ford. Tótisz András, General Press, Bp., 2021, 336 oldal, ISBN 9789634522331